# Daniela Di Bari
Daniela Di Bari (Roma, 2 agosto 1979) è una calciatrice italiana, di ruolo difensore.

## Carriera

### Club
Daniela Di Bari scopre la passione per il calcio fin da giovanissima, giocando con i maschietti all'oratorio nella scuola elementare gestita dalle suore che frequentava, alternando la sua attività sportiva con il triathlon, iscrivendosi al Centro sportivo Giulio Onesti dell'Acqua Acetosa, centro sportivo di proprietà del CONI, per approfondire la propria tecnica. Grazie all'amica Manuela Lattanzi, sua futura compagna di squadra, scopre che la Lazio ha tra le proprie attività una formazione interamente femminile con la quale decide di tesserarsi.
Inizialmente inserita nella squadra che partecipa al Campionato Primavera, con la quale conquista alcuni scudetti di categoria, dalla stagione 1993-1994 viene inserita nella rosa che gioca in Serie A. Questa sarà la prima di un lungo sodalizio in maglia biancazzurra che la vede fedele alla società per oltre venti stagioni consecutive giocate per la maggior parte in massima serie, indossando nelle ultime otto la fascia di capitano, contribuendo alla conquista di uno scudetto al termine della stagione 2001-2002, dell'edizione 2003 dell'Italy Women's Cup e di due Coppe Italia, vinte nelle finali del 1999, imponendosi sul Milan per 4-0, e del 2003, dilagando sulle avversarie della Torres per 8-1.
Dopo 22 anni in biancazzurro la Lazio decide di non rinnovarle il contratto e in cerca oramai di nuovi stimoli, durante l'estate 2012 sposa il progetto del neopromosso Caira dalla Serie C Lazio, ambiziosa società con sede a Cassino, in Provincia di Frosinone, e che cerca di rafforzare il proprio organico puntando alla salvezza in Serie A2, l'allora secondo livello del campionato italiano femminile di calcio, traguardo agguantato in extremis con la finale dei play-out 2012-2013 dove riesce a imporsi in casa delle avversarie del Real Marsico per 2-0. Il progetto della società però fallisce per mancanza di supporto economico e pur iscritta alla stagione entrante, ridiventata Serie B, benché virtualmente salva all'ottavo posto in classifica non riesce a concludere il campionato, rinunciando a giocare i due ultimi incontri e venendo perciò esclusa dal torneo. Come conseguenza la società venne radiata dai ruoli federali e tutte le calciatrici svincolate.
Nell'estate 2014 trova un accordo con l'Acese, società con sede ad Acireale, per affrontare la stagione entrante in Serie B. Grazie anche alla sua esperienza le siciliane conquistano nettamente la promozione in Serie A, prime del girone D con 74 punti, 13 più della Roma seconda classificata, e sole 10 reti incassate. Ancora una volta però Di Bari è vittima della situazione economica societaria, con l'Acese che rinuncia all'iscrizione al campionato 2015-2016 svincolando le proprie atlete.
Durante il calciomercato estivo 2015 sottoscrive un accordo con il Chieti che le offre l'opportunità di giocare nel proprio reparto difensivo per la stagione 2015-2016. Anche grazie al suo apporto, con sole 15 reti incassate, il campionato si conclude con il primo posto in classifica del girone D e la storica conquista della Serie A per la stagione entrante.

## Statistiche

### Cronologia presenze e reti in nazionale
Dall'elenco mancano eventuali presenze maturate prima del 1995.

| Cronologia completa delle presenze e delle reti in nazionale ― Italia | Cronologia completa delle presenze e delle reti in nazionale ― Italia | Cronologia completa delle presenze e delle reti in nazionale ― Italia | Cronologia completa delle presenze e delle reti in nazionale ― Italia | Cronologia completa delle presenze e delle reti in nazionale ― Italia | Cronologia completa delle presenze e delle reti in nazionale ― Italia | Cronologia completa delle presenze e delle reti in nazionale ― Italia | Cronologia completa delle presenze e delle reti in nazionale ― Italia |
| Data                                                                  | Città                                                                 | In casa                                                               | Risultato                                                             | Ospiti                                                                | Competizione                                                          | Reti                                                                  | Note                                                                  |
| --------------------------------------------------------------------- | --------------------------------------------------------------------- | --------------------------------------------------------------------- | --------------------------------------------------------------------- | --------------------------------------------------------------------- | --------------------------------------------------------------------- | --------------------------------------------------------------------- | --------------------------------------------------------------------- |
| 6-4-2000                                                              | Francoforte sul Meno                                                  | Germania                                                              | 3 – 0                                                                 | Italia                                                                | Qual. Euro 2001                                                       | -                                                                     | 66’                                                                   |
| 7-6-2000                                                              | Urbino                                                                | Italia                                                                | 1 – 0                                                                 | Islanda                                                               | Qual. Euro 2001                                                       | -                                                                     |                                                                       |
| 17-6-2000                                                             | Kiev                                                                  | Ucraina                                                               | 0 – 0                                                                 | Italia                                                                | Qual. Euro 2001                                                       | -                                                                     | 46’                                                                   |
| 27-9-2000                                                             | San Giorgio di Nogaro                                                 | Italia                                                                | 2 – 1                                                                 | Slovacchia                                                            | Amichevole                                                            | -                                                                     |                                                                       |
| 17-1-2001                                                             | Vibo Valentia                                                         | Italia                                                                | 3 – 0                                                                 | Scozia                                                                | Amichevole                                                            | -                                                                     | 70’                                                                   |
| 22-5-2002                                                             | Seljatino                                                             | Russia                                                                | 2 – 1                                                                 | Italia                                                                | Qual. Mondiali 2003                                                   | -                                                                     | 46’                                                                   |
| 8-6-2002                                                              | Arzachena                                                             | Italia                                                                | 0 – 0                                                                 | Islanda                                                               | Qual. Mondiali 2003                                                   | -                                                                     | 46’                                                                   |
| 13-11-2002                                                            | Lovanio                                                               | Belgio                                                                | 1 – 5                                                                 | Italia                                                                | Amichevole                                                            | -                                                                     | 46’                                                                   |
| 22-1-2003                                                             | Roma                                                                  | Italia                                                                | 4 – 0                                                                 | Scozia                                                                | Amichevole                                                            | -                                                                     | 46’                                                                   |
| 21-1-2004                                                             | Atene                                                                 | Grecia                                                                | 0 – 3                                                                 | Italia                                                                | Amichevole                                                            | -                                                                     | 61’                                                                   |
| Totale                                                                |                                                                       | Presenze                                                              | 10                                                                    |                                                                       | Reti                                                                  | 0                                                                     |                                                                       |

## Palmarès

### Competizioni Nazionali
- Campionato italiano: 1

Lazio: 2001-2002
- Coppa Italia: 2

Lazio: 1998-1999, 2002-2003
- Italy Women's Cup: 1

Lazio: 2003
- Serie A2 (calcio femminile): 1

Lazio: 2008-2009
- Serie B (calcio femminile): 2

Acese: 2014-2015
Chieti: 2015-2016